# Lake Geneva
Lake Geneva is een plaats (city) in de Amerikaanse staat Wisconsin, en valt bestuurlijk gezien onder Walworth County.

## Demografie
Bij de volkstelling in 2000 werd het aantal inwoners vastgesteld op 7148. In 2006 is het aantal inwoners door het United States Census Bureau geschat op 8155, een stijging van 1007 (14,1%).

## Geografie
Volgens het United States Census Bureau beslaat de plaats een oppervlakte van 15,1 km², waarvan 13,0 km² land en 2,1 km² water. Lake Geneva ligt op ongeveer 298 m boven zeeniveau.

## Plaatsen in de nabije omgeving
De onderstaande figuur toont nabijgelegen plaatsen in een straal van 12 km rond Lake Geneva.